# Desmoscolecida
Desmoscolecida  (лат.) — отряд круглых червей из класса Chromadorea. Около 300 видов. Обитатели морских вод, реже в почве или пресноводные. Тело укороченное, вздутое. Тангорецепторы головы расположены в три круга. Фаринкс цилиндрический. Спикулы и половые трубки самок парные. Амфиды круглые.

## Классификация
26 родов и около 300 видов. Первоначально таксон был назван как Desmoscolecata Filipjev, 1929, а в виде Desmoscolecida используется после унификации имён высших таксонов нематод, начиная с работы Де Конинка (Coninck, 1965).
- Подотряд Desmoscolecina De Coninck, 1965
  - Надсемейство Desmoscolecoidea Shipley, 1896
    - Семейство Cyartonematidae Tchesunov, 1990 (9 родов, 35 видов)
    - Семейство Desmoscolecidae Shipley, 1896 (10 родов, 136 видов)
    - Семейство Meyliidae De Coninck, 1965 (15 родов, 157 видов)